# Joseph Hale Abbot

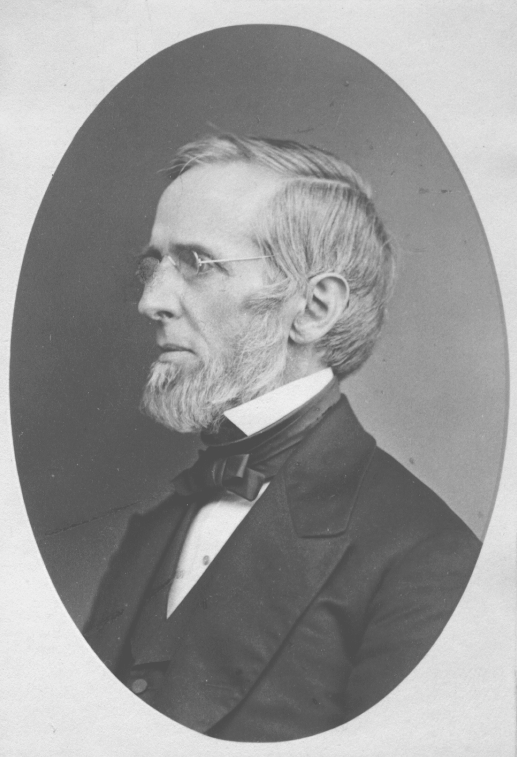
Joseph Hale Abbot

Joseph Hale Abbot (* 26. September 1802 in Wilton, New Hampshire; † 7. April 1873 in Cambridge, Massachusetts) war ein US-amerikanischer Gelehrter und Lehrer.
Joseph Hale Abbot war der Sohn von Ezra Abbot und Rebekah Hale, einer Nichte von Nathan Hale.
Abbot schloss sein Studium am Bowdoin College 1822 ab, hier wurde er 1825 auch Tutor für Moderne Sprachen und Bibliothekar. Von 1827 bis 1833 war er Professor für Mathematik und Naturphilosophie und Lehrer für Moderne Sprachen an der Phillips Exeter Academy in Exeter, New Hampshire. Anschließend unterrichtete er unter großer allgemeiner Anerkennung bis 1859 an einer Mädchenschule in Boston. Von 1861 bis 1867 war er Leiter der Highschool in Beverly, Massachusetts.
1838 wurde Abbot in die American Academy of Arts and Sciences gewählt, deren Sekretär er von 1850 bis 1852 war. Abbot selbst veröffentlichte unter anderem zu Fragestellungen der Pneumatik und Hydraulik. In der Kontroverse zwischen Charles Thomas Jackson und William Thomas Green Morton um das Prioritätsrecht für die Äthernarkose ergriff Abbot Partei für Jackson. Für das Englisch-Wörterbuch von Joseph Emerson Worcester trug Abbot zwischen 1859 und 1869 zahlreiche Einträge zu wissenschaftlichen Begriffen bei. Ab 1867 lebte er in Boston, wo er Privatunterricht gab und sich seinen wissenschaftlichen Untersuchungen widmete.
Abbots Gesundheits- und Geisteszustand verschlechterte sich ab 1872 rasch. Er starb am 7. April 1873 im Haus einer seiner Töchter in Cambridge, Massachusetts. Sein Grab befindet sich auf dem Zentralfriedhof von Beverly, Massachusetts. Joseph Hale Abbot war mit Fanny Larcom (1807–1883) verheiratet. Das Paar hatte sieben Kinder, darunter den Offizier und Pionier Henry Larcom Abbot (1831–1927).